# Галюциногенний тореадор
«Галюциноге́нний тореадо́р» — картина іспанського художника Сальвадора Далі, написана в 1968—1970 роках. Експонується в Музеї Сальвадора Далі в Сент-Пітерсбергу у Флориді.

## Історія
Далі почав роботу над картиною «Галюциногенний тореадор» восени 1969 року, коли перебував у Порт-Льїгаті. Основним мотивом картини є подвійний образ Венери Мілоської з коробки з олівцями, в торсі якої одного разу Далі раптом побачив обличчя тореро. Написанню картини передувала трудомістка підготовка ескізів.
Як іспанський художник, що домігся світової слави Далі вважав необхідним проявляти інтерес до кориди, як національного свята. Крім того, корида надавала додаткові можливості для самореклами.
Створення «Галюциногенного тореадора» тривало протягом 15 місяців. Цей процес відображений документально в книзі «Всі Далі в одному обличчі» письменника Луїса Ромеро, в роботі над якою також брали участь фотограф Мелітон Касальс і Рейнольд Морз. Ромеро, який познайомився із Далі у 1951 році, впродовж довгого часу працював над книгою про художника, але видання розкішного тому «Далі Дреже» завадило йому завершити свій задум. Тоді Далі запропонував йому написати книгу взявши за основу його нову картину «Галюциногенний тореадор», над якою він щойно почав працювати, тим більше, що вона мала стати «антологією всієї його творчості». Далі порадив розділити книгу на 12 частин, оскільки площа картини становила 12 м².
Картину придбав Рейнольд Морз у 1970 році, ще до того, як картина була завершена.

## Опис
В картині присутній подвійний образ: із фігури Венери Мілоської, що повторюється, і її тіней виникає тореадор. Його фосфоричний костюм утворений різнокольоровими частинками і мушками, серед яких також є утиканий бандерильями бик.
Всі компоненти картини були проаналізовані і класифіковані в книзі Луїса Ромеро, яку він писав на замовлення Далі:
- кубістичний стілець в нижньому лівому куті (запозичений з картини Хуана Гріса «Натюрморт на стільці», 1917);
- яскраві фарби «атомних частинок», які вказують на смертельний удар шпагою в шию бика;
- монолітна тінь з плямою (в стилі Анрі Матісса) в області діафрагми Венери;
- сльоза в кутку ока тореадора (Далі називав її передчуттям, оскільки тореро знав про те, що повинен померти);
- туристка в одній із бухт мису Керус (натяк на скандальне захоплення узбережжя Тудела клубом «Медитеррані»);
- внизу в центрі невидимий пес, змальований із відомої фотографії пса Р. К. Джеймса;
- жіноча фігура за молитвою — з картини Мілле (у вигляді тіні Венери);
- мухи Жерони;
- фотографія мертвого вмираючого бика і відроджений образ хлопчика Далі із картини «Примара сексуального потягу» 1934 року.[3]